# 上盧薩蒂亞

波西米亚王冠领地内的上盧薩蒂亞

上盧薩蒂亞（德語：Oberlausitz，發音：[ˈoːbɐˌlaʊzɪts] ⓘ，上劳西茨，發音：[ˈhɔʁnʲa ˈwuʒitsa] ⓘ）是德國和波蘭的一個歷史悠久的地區。連同北部的下盧薩蒂亞，它構成了盧薩蒂亞地區，这以斯拉夫人盧西奇（Lusici）部落命名。兩個盧薩蒂亞都是西斯拉夫少數族群索佈人的所在地。

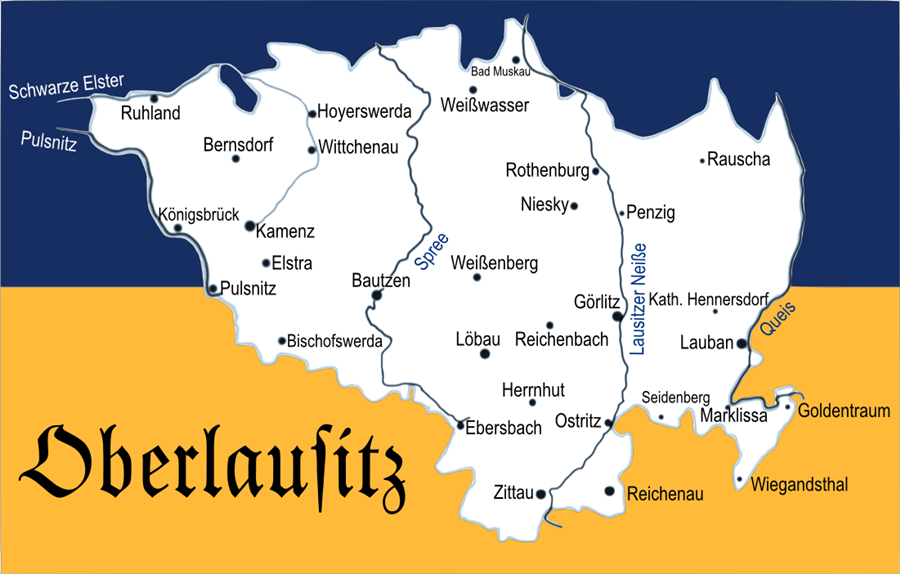
上盧薩蒂亞地区

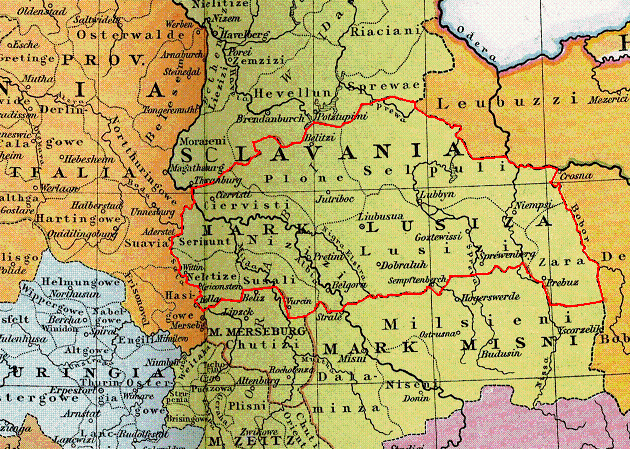
上盧薩蒂亞侯國（红线标注）

上盧薩蒂亞的主要部分屬於德國薩克森州，大致包括包岑和格尔利茨/茲戈熱萊茨。尼斯河以東的波蘭部分屬於下西里西亞省。文克尼察周圍北部的一小塊土地，連同下盧薩蒂亞的波蘭部分，併入了卢布林省。